# Moulin de Barbissart

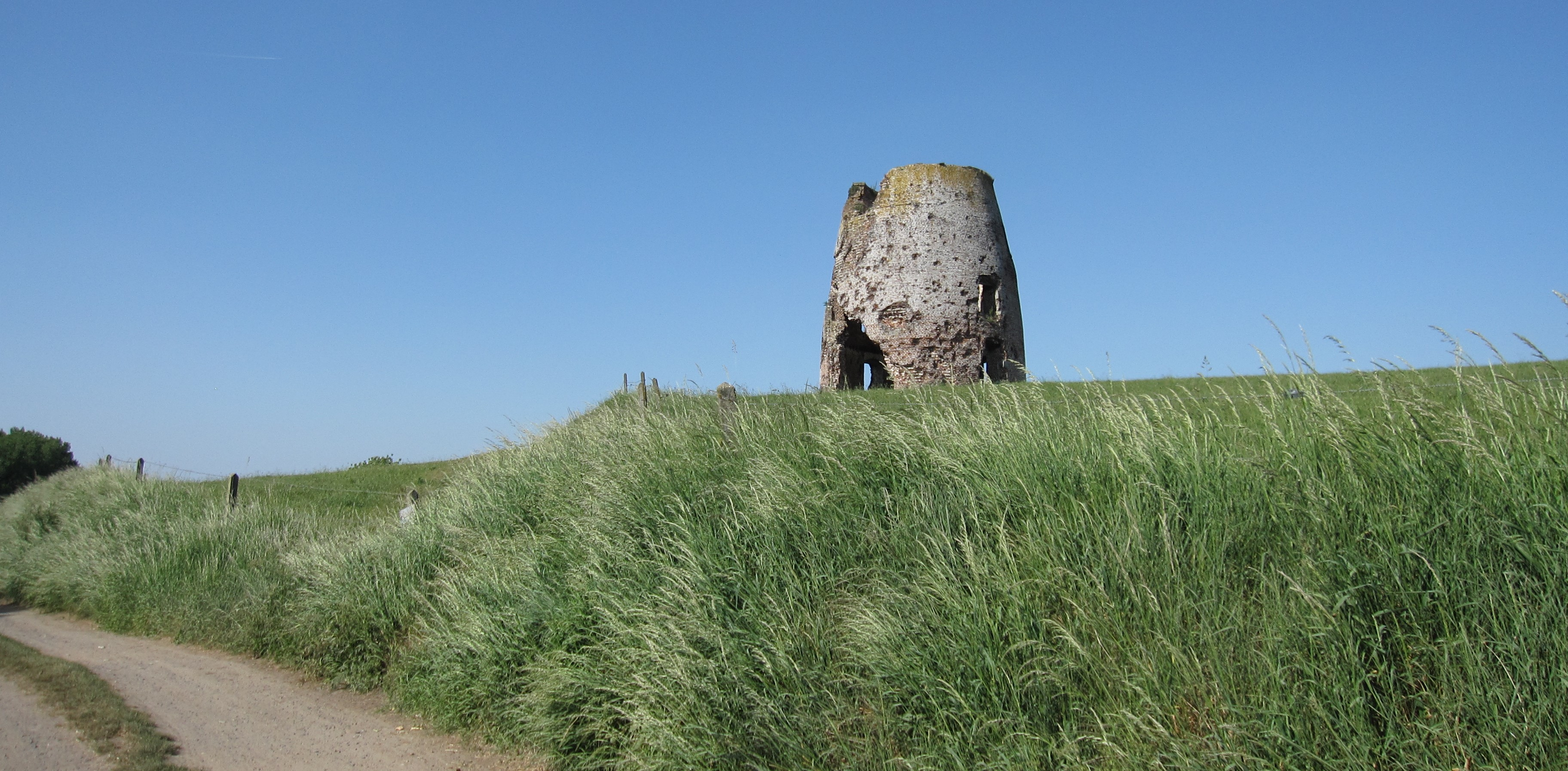
Moulin de Barbissart, vóór de renovatie

De Moulin de Barbissart is een windmolenrestant in de plaats Obigies in de Belgische provincie Henegouwen. Het molenrestant is gelegen aan de Rue de Barbissart in de buurtschap Le Havron.
Deze ronde stenen molen van het type grondzeiler fungeerde als korenmolen.

## Geschiedenis
De molen werd gebouwd in 1817. In oktober en november 1918 werd hij zwaar beschadigd door oorlogsgeweld. De molen verviel tot een vervallen molenromp. In de jaren '60 van de 20e eeuw waren nog restanten van de wieken en het mechanisme aanwezig maar deze zijn sindsdien verdwenen. In 1983 werd de gietijzeren askop verwijderd die een veiligheidsrisico vormde en sindsdien op het erf van de nabijgelegen Ferme de Barbissart staat opgesteld.
In 2018-2019 werd de romp gerenoveerd en van een uitzichtpaviljoen met puntdak voorzien. Ook werd een gaanderij aangebracht.

## Gebouw
Kenmerkend voor de molen is de zware, conische romp.